# Trajectòria de Hayashi

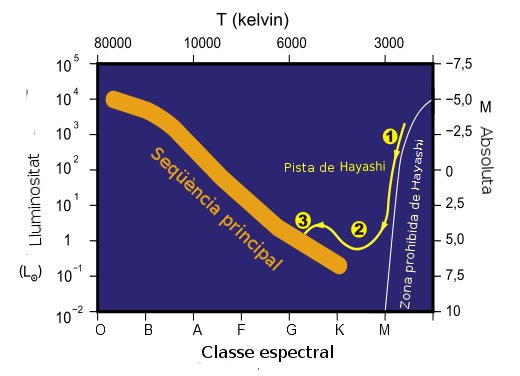
La pista de Hayashi d'una estrella similar al Sol.
1. Col·lapse de la protoestrella: interior totalment convectiu.
2. Crescuda de la temperatura efectiva: La iniciació de les primeres reaccions, primer esbós del nucli radiatiu (entra a la pista de Henyey).
3. Iniciació de la fusió d'hidrogen: nucli totalment radiatiu (entra a la ZAMS).

La pista de Hayashi és un camí que agafen les protoestrelles en el diagrama de Hertzsprung-Russell després que el núvol protoestel·lar hagi arribat aproximadament a l'equilibri hidroestàtic. Al1961 Chūshirō Hayashi mostrà que hi ha un mínim de temperatura efectiva (equivalent, un límit en la banda dreta del diagrama H-R) més fred que l'equilibri hidroestàtic no pot mantenir; aquest límit correspon a una temperatura sobre els 4000 K. Els núvols protoestel·lar més freds es contrauran i s'escalfaran fins a arribar al límit de Hayashi. Un cop al límit, una protoestrella continuarà contraient-se en l'escala temporal Kelvin-Helmholtz, però la seva temperatura efectiva no s'incrementaria més, ja que romandria al límit de Hayashi. Ja que la pista de Hayashi és quasi una línia vertical en el diagrama H-R. Les estrelles en el límit de Hayashi boundary són completament convectives: Això és perquè són fredes i altament opaques, de manera que el transport d'energia radioactiva no és eficient, i conseqüentment té uns gradients de temperatura interns grans. Les estrelles amb masses <0.5 masses solars romanen en la pista de Hayashi (són totalment convectives) a través del seu estadi de pre-seqüència, unint-se a la seqüència principal al final de la pista de Hayashi. Per a estrelles amb masses > 0.5 de la massa solar, la pista de Hayashi acaba, i comença la pista Henyey, quan la temperatura interna de l'estrella puja prou perquè l'opacitat central caigui i el transpost d'energia radioactiva és més eficient que el transport convectiu: La lluminositat més baixa en la pista de Hayashi per a una estrella de massa donada és llavors la lluminositat més baixa a la que encara és completament convectiva.
La convecció en la pista de Hayashi vol dir que les estrelles arribaran a la seqüència principal amb una composició força homogènia